# Ратч, Василий Фёдорович
Василий Федорович Ратч (1816—1870) — российский генерал-лейтенант, военный писатель-историк, помощник начальника артиллерии Виленского военного округа; дворянин Псковской губернии.

## Биография
Родился 16 (28) октября 1816 года.
В 1837 году окончил курс в Михайловском артиллерийском училище и был оставлен при училище для продолжения образования. В 1839 году он был переведён в лейб-гвардии 2-ю артиллерийскую бригаду с оставлением при училище преподавателем артиллерии и истории; эту должность он занимал до 1848 года, когда был переведён в строй, где и прослужил до чина полковника.
В 1851 году В. Ф. Ратч издал первую свою работу: «Сведения об артиллерии Гатчинских войск», за которую Император Николай I пожаловал ему золотой перстень, украшенный бриллиантами. В 1858 году он вернулся к преподавательской деятельности: на него были возложены теоретические и практические занятия с офицерами гвардейской артиллерии. В 1859 году он состоял членом нескольких специальных Комиссий временного артиллерийского комитета. В 1860 году Ратч, произведённый в генерал-майоры, заведовал полигонными занятиями артиллерии Отдельного Гвардейского корпуса.
В 1861 году он был назначен командиром 2-й лейб-гвардии артиллерийской бригады; в 1864 году занял должность помощника начальника артиллерии Виленского военного округа. Бывший в то время генерал-губернатором граф M. H. Муравьёв поручил ему составить описание мятежа 1863 года в северо-западных губерниях, для чего дал ему возможность пользоваться богатым архивным материалом. Столкновение по службе с очередным виленским генерал-губернатором А. Л. Потаповым не дало возможности Ратчу закончить свой труд, однако вышедшие в 1867 и 1868 годах два тома дали богатый материал по истории борьбы русского правительства с полонизмом и доставили автору известность в русском обществе.
В 1869 году В. Ф. Ратч был вынужден выйти в отставку и вскоре после увольнения, 2 (20?) января 1870 года, скончался в Козловском уезде Тамбовской губернии.

## Публикации
- Сведения об артиллерии Гатчинских войск. — СПб., 1851;
- Петр Великий, как артиллерист // «Артиллерийский Журнал». — 1857;
- Публичные лекции по артиллерии // «Артиллерийский Журнал». — 1860. — № 4 и 5;
- Сведения о польском мятеже 1863 года в Северо-Западных губерниях России", 2 тома, 1867—1868;
- Сведения об Ермолове // «Артиллерийский Журнал». — 1867. — № 7 и 11;
- Сведения об Аракчееве. — СПб., 1864;
- Бомбардиры в потешных войсках Петра Великого // «Военный Сборник». — 1860. — № 11;
- Десятидневный мятеж 1863 года в Могилевской губернии // «Вестник Юго-Западной и Западной России». — 1865;
- Воссоединение униатов при Императрице Екатерине II // «Вестник Юго-Западной и Западной России». — 1865;
- Польская эмиграция // «Вестник Юго-Западной и Западной России». — 1865.

## Семья
Дети:
- Анастасия, замужем за Алексеем Григорьевичем фон Польман (1855—1898). Их дочь, Мария Алексеевна вышла замуж за Николая Дмитриевича Нюберга.
- Михаил
- София